# Hiperfosfatèmia
La hiperfosfatèmia és un trastorn electrolític en què hi ha un nivell elevat de fosfat a la sang. La majoria de les persones no presenten símptomes mentre que d'altres desenvolupen dipòsits de calci als teixits tous. Sovint també hi ha nivells baixos de calci que poden produir espasmes musculars.
Les causes són la insuficiència renal, el pseudohipoparatiroïdisme, l'hipoparatiroïdisme, la cetoacidosi diabètica, el síndrome de la lisi tumoral i la rabdomiòlisi. El diagnòstic es basa generalment en nivells de fosfat en sang superiors a 1,46 mmol/L (4,5 mg dL). Quan els nivells són superiors a 4,54 mmol/L (14 mg/dL), es considera greu. Els nivells poden aparèixer falsament elevats amb nivells elevats de lípids en sang, nivells elevats de proteïnes de la sang o nivells alts de bilirubina en sang.
El tractament pot incloure menjar una dieta baixa amb fosfat i antiàcids, com el carbonat càlcic, que s'uneixen el fosfat. De vegades, es pot utilitzar una solució salina o diàlisi normal intravenosa. No est[a clar el seu desenvolupament.